# 訃報 1991年8月
訃報 1991年8月（ふほう 1991ねん8がつ）では、1991年（平成3年）8月中に物故した、又は物故が報じられた人物についてまとめる。

## （1日 - 15日）

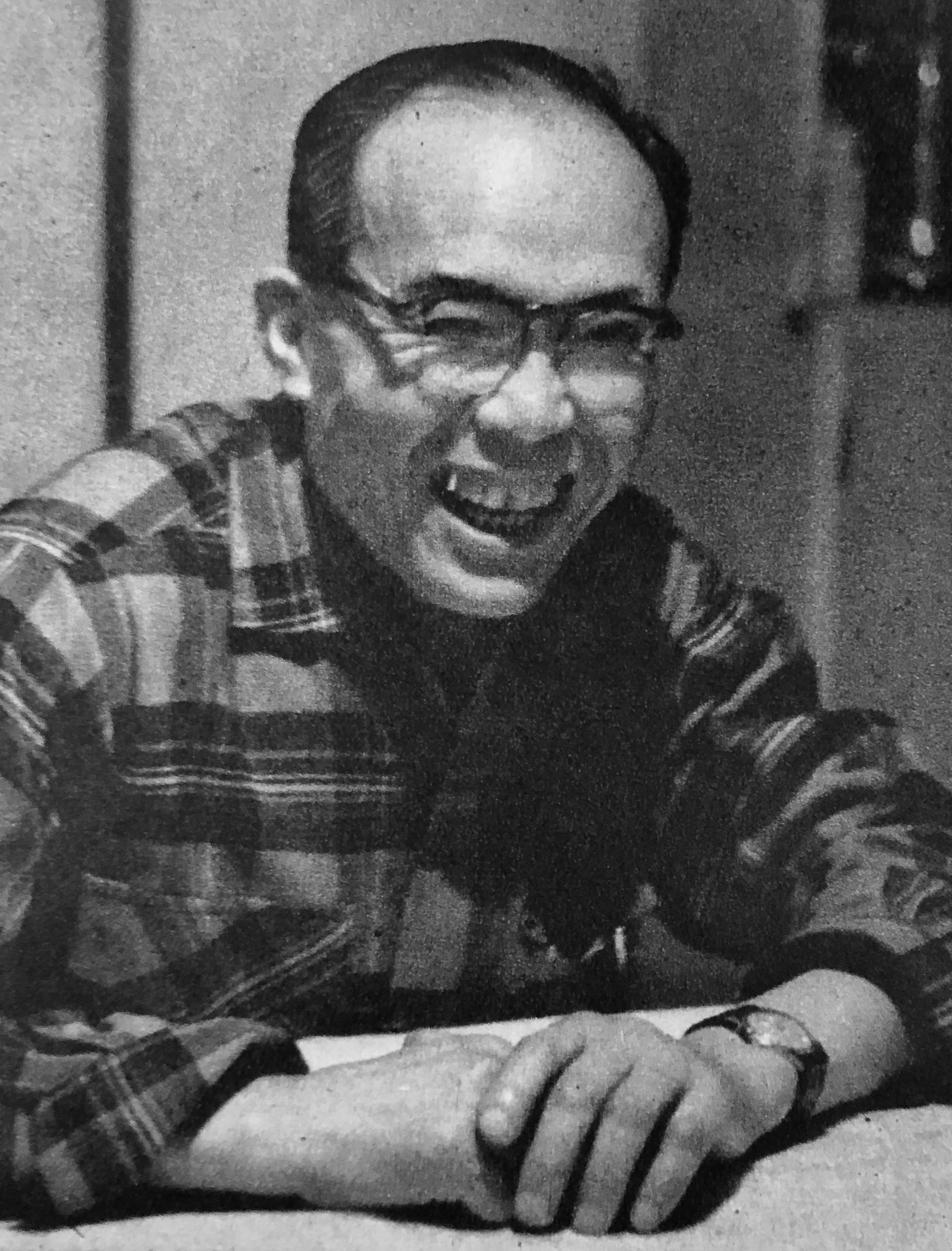
本田宗一郎 / 8月5日没

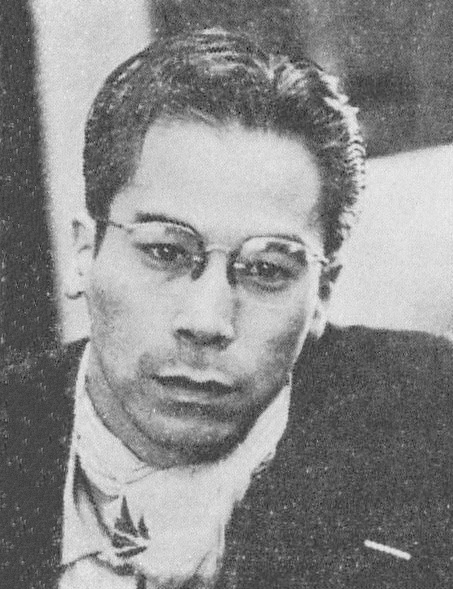
山田一雄 / 8月13日没

- 8月4日 - ドン・ダグラディ、アニメーター・脚本家（* 1911年）
- 8月4日 - エフゲニー・F・ドラグノフ、銃器設計者（* 1920年）
- 8月5日 - 本田宗一郎、本田技研工業創始者（* 1906年）
- 8月5日 - ガストン・リテーズ、作曲家・オルガニスト（* 1909年）
- 8月6日 - 金井元彦、政治家、元行政管理庁長官・兵庫県知事（* 1903年）
- 8月6日 - マックス・ロスタル、ヴァイオリニスト（* 1905年）
- 8月6日 - 八田竹男、元吉本興業社長（* 1914年）
- 8月11日 - ヘルムート・ヴァルヒャ、オルガニスト（* 1907年）
- 8月11日 - 鈴木敏、数学者（* 1930年）
- 8月11日 - 河野基比古、映画評論家（* 1932年）
- 8月12日 - 常見茂、プロ野球選手（* 1922年）
- 8月13日 - 山田一雄、指揮者（* 1912年）
- 8月15日 - 阿部桂一、脚本家（* 1923年）

## （16日 - 31日）

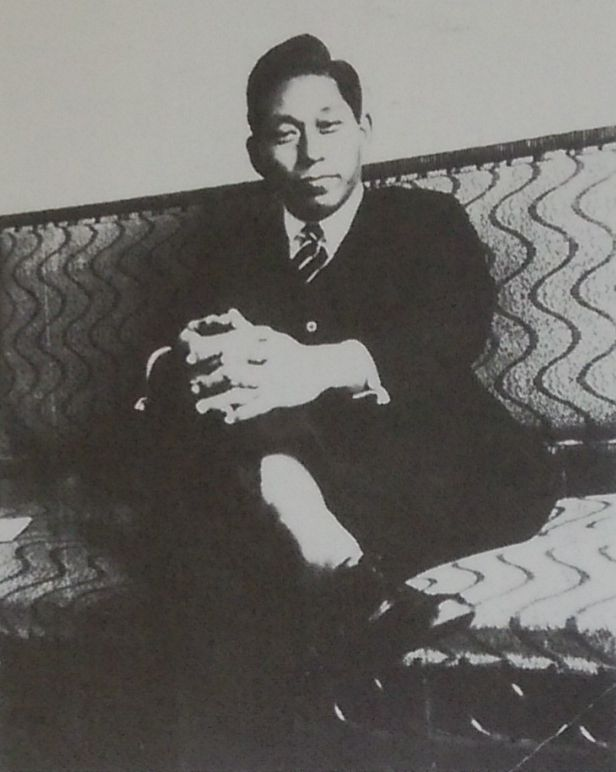
松前重義 / 8月25日没

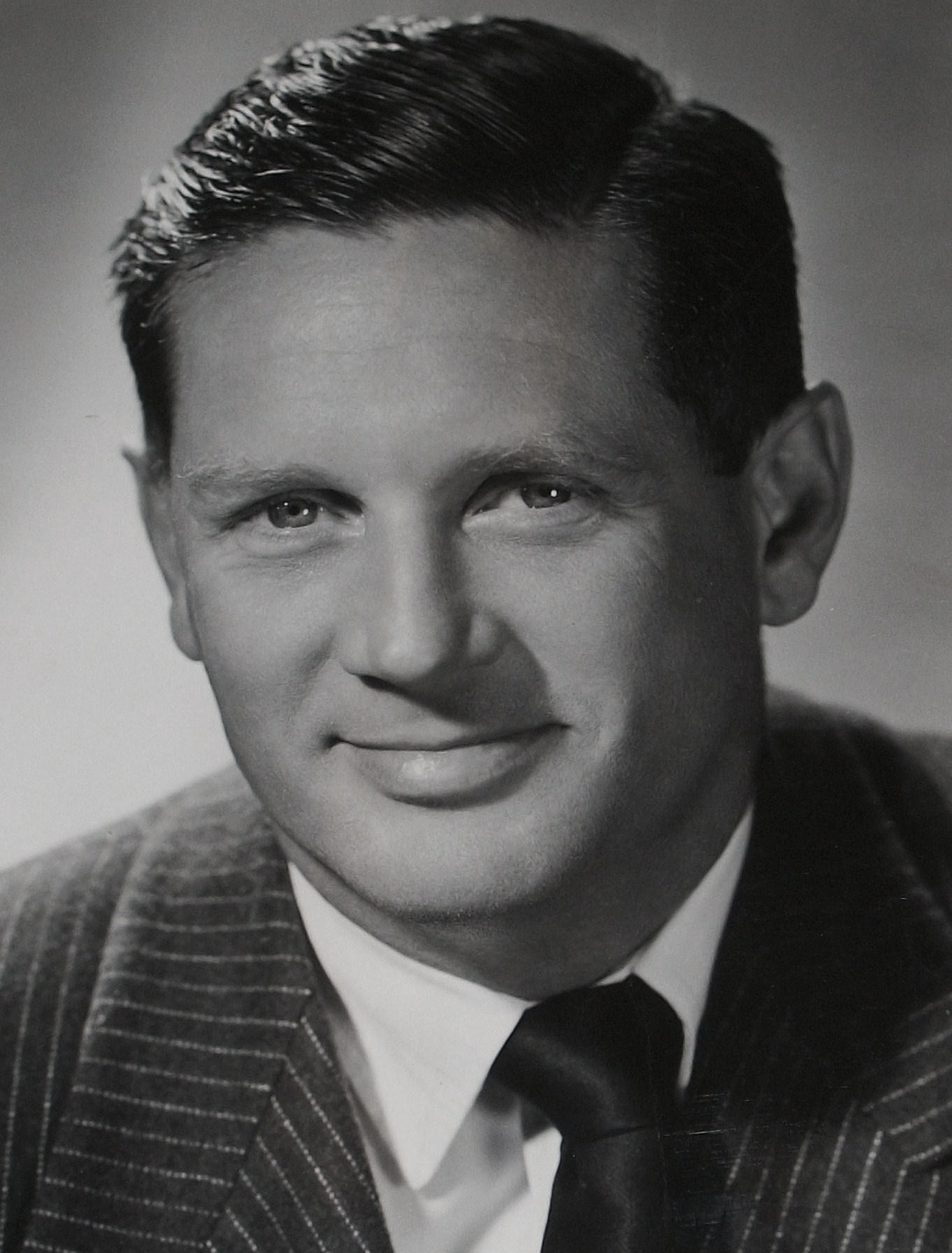
ニーヴン・ブッシュ / 8月25日没

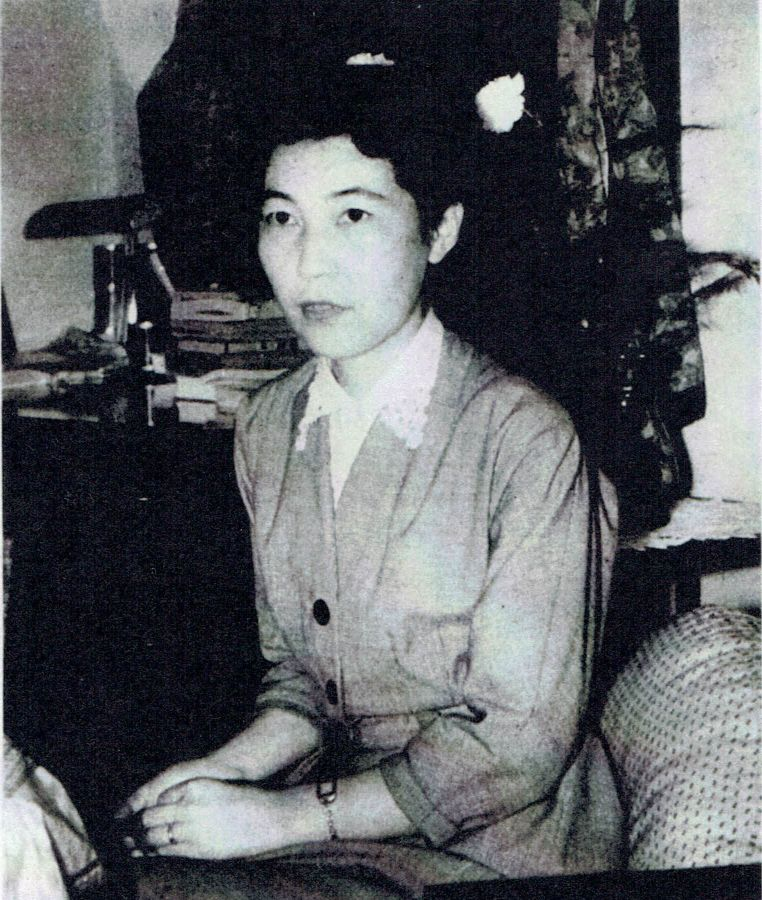
芝木好子 / 8月25日没

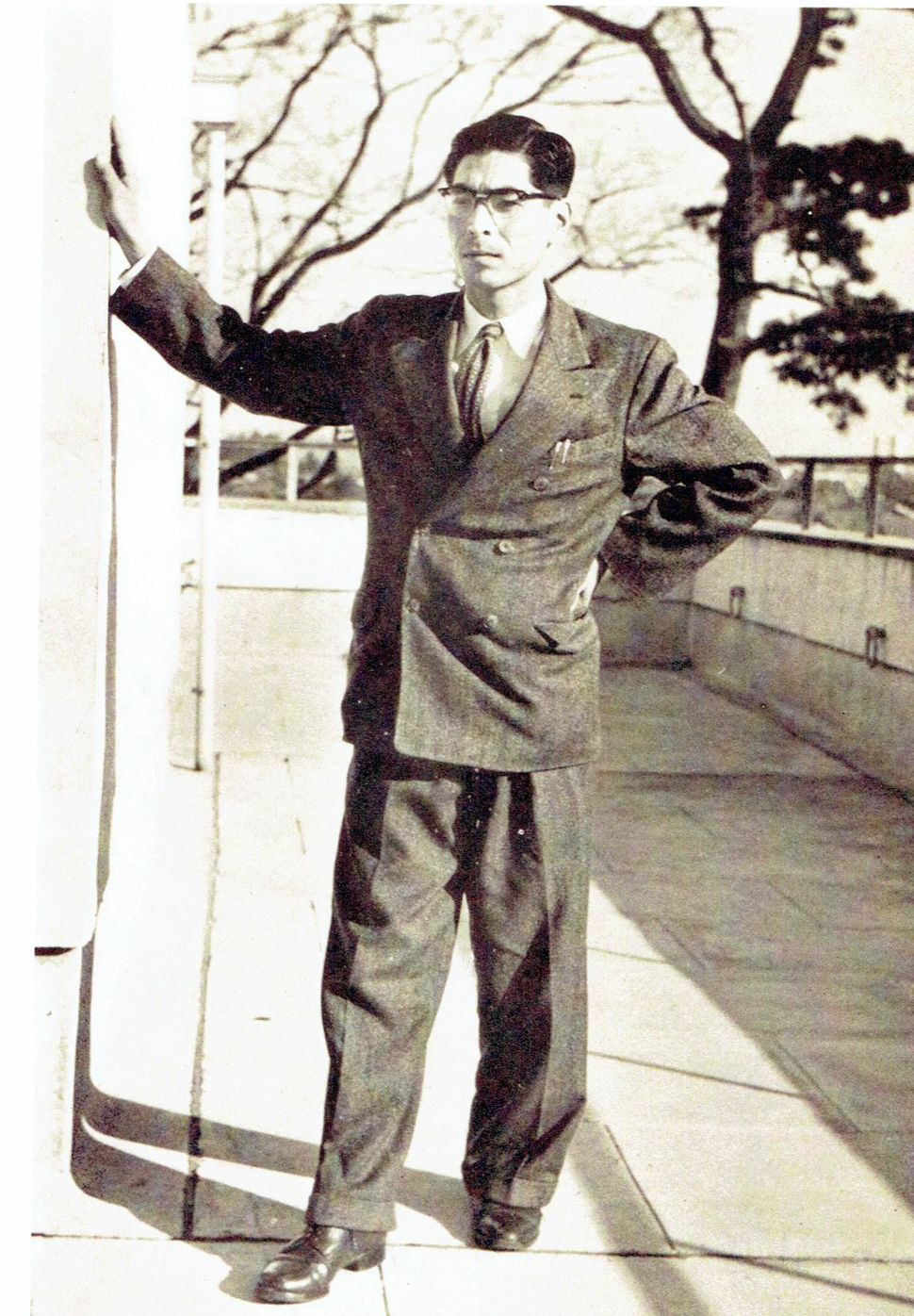
小谷剛 / 8月29日没

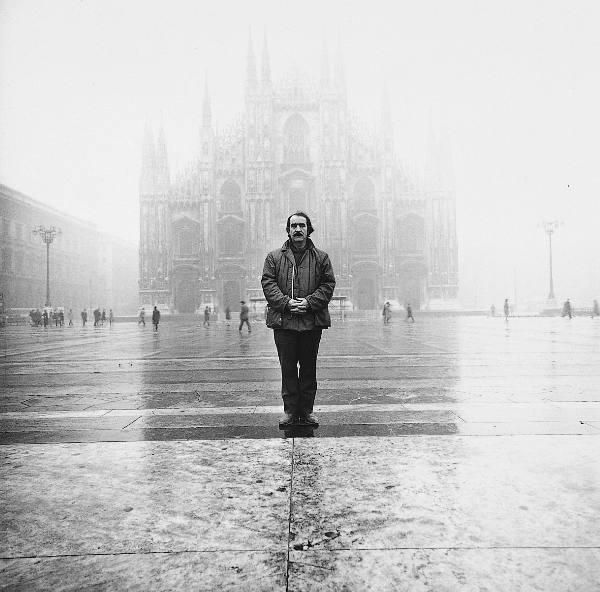
ジャン・ティンゲリー / 8月30日没

- 8月18日 - ジョージ・ローリー、アニメーター（* 1905年）
- 8月21日 - ヴォルフガング・ヒルデスハイマー、作家（* 1916年）
- 8月21日 - 菊田昇、産婦人科医（* 1926年）
- 8月22日 - 久保田金造、騎手（* 1916年）
- 8月22日 - ボリス・プーゴ、ソ連の内務相・ソ連8月クーデター首謀者のひとり（* 1937年）
- 8月25日 - 松前重義、東海大学創設者・衆議院議員（* 1901年）
- 8月25日 - ニーヴン・ブッシュ、小説家・映画脚本家（* 1903年）
- 8月25日 - 芝木好子、小説家（* 1914年）
- 8月29日 - 小谷剛、小説家・産婦人科医（* 1924年）
- 8月30日 - ジャン・ティンゲリー、現代美術家（* 1925年）